# Maisoun Farouk
Pour les articles homonymes, voir Farouk.
Maisoun Farouk Tolba, née le 8 septembre 1997, est une taekwondoïste égyptienne.

## Carrière
Maisoun Farouk Tolba est médaillée d'argent dans la catégorie des moins de 63 kg aux Jeux africains de la jeunesse de 2014 à Gaborone puis dans la catégorie des moins de 73 kg aux Jeux africains de 2015 à Brazzaville.
Aux championnats d'Afrique 2016 à Port-Saïd, elle obtient la médaille d'or dans la catégorie des moins de 73 kg. Médaillée d'argent dans la catégorie des moins de 67 kg aux championnats d'Afrique 2018 à Agadir, elle obtient ensuite la médaille d'or dans la catégorie des moins de 73 kg aux Jeux africains de 2019 à Rabat.
Toujours dans la catégorie des moins de 73 kg, elle est médaillée de bronze aux championnats d'Afrique 2021 à Dakar, médaillée d'or aux championnats d'Afrique 2022 à Kigali et médaillée d'argent aux championnats d'Afrique 2023 à Abidjan.